# 1035
Cette page concerne l'année 1035  du calendrier julien.
L'année 1035 est une année commune qui commence un mercredi.

## Événements
- Alors qu’il revient d’un pèlerinage à La Mecque, le chef des Djoddala Yahya Ibn Ibrahim rencontre près de Sidjilmâsâ le berbère Abdallâh Ibn Yacine, malékite intransigeant. Les deux hommes rejoignent les tribus Sanhadja de Mauritanie et Ibn Yacine tente de leur enseigner le malékisme. C’est un échec. Yahia, Ibn Yacine et quelques fidèles se retirent sur une île de la côte où ils construisent un monastère fortifié (1048), à l'origine de la dynastie berbère des Almoravides qui règne sur Maghreb jusqu'en 1142[1].

### Europe
- 13 janvier : le duc de Normandie Robert le Magnifique restaure l'abbaye féminine de Montivilliers[2]. Avant son départ en pèlerinage à Jérusalem, le duc réunit les grands du duché à Fécamp et leur demande de reconnaître comme hériter son jeune fils Guillaume le Bâtard, âgé de huit ans. Il meurt sur le chemin du retour, à Nicée (22 juillet). Les barons normands se disputent le pouvoir pendant la minorité de Guillaume (1035-1047)[3].

- 31 mars : à la mort de Berenguer Ramon Ier[4], ses possessions sont partagées entre ses trois fils. Raymond Bérenger Ier le Vieux devient comte de Barcelone (fin de règne en 1076). Sa grand-mère Ermessende de Carcassonne exerce la régence jusqu'en 1041.

- Mai : l’émir de Sicile conclut une trêve avec l'empereur byzantin Michel IV[5].
- 18 mai : le duc Bretislav Ier de Bohême jure fidélité à Conrad II le Salique lors de la cour tenue à Bamberg[6]. Le duc de Carinthie Adalberon d'Eppenstein est déposé lors de cette diète et remplacé par Conrad II en février 1036[7].
- 30 mai[8] : Baudouin V devient Comte de Flandre à la mort de Baudouin le Barbu (fin de règne en 1067).

- 18 octobre : partage de la grande Navarre à la mort de Sanche III le Grand. L'Aragon et la Castille deviennent des royaumes distincts en Espagne[9].
  - Ferdinand Ier le Grand (1017-1065) devient roi de Castille (fin en 1065). Il mène la reconquête et vassalise les souverains de Badajoz, Saragosse, Tolède et Séville.
  - Garcia, devient roi de Navarre.
  - Ramire Ier (1000-1063), devient le premier roi d’Aragon[10]. L’Aragon devient royaume indépendant sous la dynastie navarraise (fin en 1137).
  - Gonzalve Ier règne sur le Sobrarbe et le Ribagorce (fin en 1039).

- 12 novembre : à la mort de Knut II à Shaftesbury, son empire se disloque dans la confusion. Les enfants de ces deux lits (de son épouse Emma et de sa maîtresse anglo-saxonne Ælfgifu) se disputent l’héritage. Le successeur que Knut a désigné, Hardeknut, est rapidement éliminé en Angleterre par le représentant de la branche illégitime, Harold (1037). La reine Emma sera exilée dans le comté de Flandre[11].
  - Le royaume de Norvège est restauré par Magnus Ier Olavsson le Bon de retour de Russie après la mort de Knut. Il chasse Sven et Ælfgifu et unifie la Norvège[12].
  - Knud II le Hardi règne sur le Danemark (fin en 1042)[12].
- 25 novembre[13] : début du règne de Harold Ier Pied de lièvre, roi d'Angleterre.

- Éon Ier devient le premier comte de Penthièvre[14].
- Révolte des cités lombardes contre les féodaux en Italie[15]. Les vavasseurs de l'archevêque de Milan Héribert sont chassés de la ville. Rejoint par les habitants de Lodi, ils battent les Milanais en rase campagne à la bataille de Campo Malo. L'archevêque Héribert demande l'intervention de l'empereur Conrad II (1036-1037)[16].
- Les Petchenègues sont repoussés par les Byzantins (1035-1036)[17].
- Une flotte des corsaires africains est détruite par les Byzantins dans les îles de l'Archipel[5].
- Théopempte devient le premier métropolite de Kiev attesté[18].
- Roger de Béziers date une charte en se référant à l’année de règne de Louis, fils de Charles de Lorraine (Carolingien)[19].
- À Paris, la famine qui perdure se double d'une épidémie similaire à la peste[20].